# Präzessionskonstante

Präzession P der Erdachse R mit (stark überzeichneter) Nutation N

Die Präzessionskonstante beschreibt als Winkelgeschwindigkeit die langsame Verlagerung der Erdachse gegenüber dem Fixsternhimmel durch die Präzession der Erde. Dabei durchläuft die Verlängerung der Erdachse einen Kreis am Fixsternhimmel; die Erde als Ganzes vollführt eine Kreiselbewegung, die wesentlich langsamer abläuft als der jährliche Umlauf der Erde um die Sonne. Währenddessen bleibt die Neigung der Erdachse gegenüber ihrer Umlaufbahn unverändert, und die Erdachse bleibt ortsfest an Nord- und Südpol.
Die Ursache für die Präzession der Erde sind Drehmomente, die von den Anziehungskräften von Sonne und Mond ausgeübt werden, weil die Erde wegen ihrer Abplattung nicht perfekt kugelförmig ist und damit eine ungleichmäßige Verteilung ihrer Masse besteht.
Die Präzession wird von einer weiteren Bewegung, der Nutation, überlagert.

## Werte
Der Wert der Präzessionskonstante wurde zuerst von Friedrich Wilhelm Bessel anhand der präzisen Messungen von Sternörtern durch James Bradley aus dem 18. Jahrhundert bestimmt, wofür er 1813  die Anerkennung der Preußischen Akademie der Wissenschaften erhielt.
Derzeit beträgt die Konstante (nach den Präzessionsformeln von Newcomb):
- Lunisolare Präzessionskonstante: 50,376…″ pro Jahr (lunar: Wirkung des Mondes, solar: ... der Sonne)
- allgemeine Präzessionskonstante: 50,28…″ pro Jahr (incl. der Wirkung aller Planeten).

## Auswirkung
Die Verlagerung der Erdachse bewirkt innerhalb von ca. 25.800 Jahren (Zyklus der Präzession) eine volle, rückläufige Umdrehung der Schnittgeraden (Äquinoktiallinie) zwischen der Äquatorebene der Erde und der Ekliptik. Auf dieser Geraden liegt der Frühlingspunkt, der die Grundlage von Himmelskoordinaten bildet. Deshalb ändert die Präzession der Erde die Himmelskoordinaten und damit die Sternorte:
- in der Deklination innerhalb eines Bereichs von etwa ± 20″ pro Jahr (abhängig vom jeweiligen Sternort)
- in der Rektaszension um ein Zeitmaß von 3 bis 4 Sekunden pro Jahr.

## Veränderung
Die Präzessions-„Konstante“ selbst verändert sich über die Jahrtausende, weil sich auch die Mondbahn wegen der Veränderung ihrer Bahnknoten und der Gezeitenreibung geringfügig verschiebt. Diese mit etwa 40–100.000 Jahren sehr langperiodischen Bewegungen liegen in der Größenordnung von 0,01″ jährlich, sind also erst nach einigen Jahrzehnten messtechnisch erfassbar.
Die „Präzessions-Konstante“ schwankt zusätzlich quasiperiodisch mit einer mittleren Periodendauer von 41.000 Jahren zwischen zwei Grenzwerten durch den Einfluss der Planeten auf die Lage der Ekliptik.

## Koordinatentransformation
Für Rechnungen zur Koordinatentransformation gilt zum Zeitpunkt {\displaystyle T} angegeben in julianischen Jahrhunderten:
- im Bogenmaß:

{\displaystyle p\lbrack \mathrm {rad} \rbrack =24{,}427247\cdot 10^{-6}\,T-5{,}23117\cdot 10^{-6}\,T^{2}-5{,}5290576\cdot 10^{-9}\,T^{3}+0{,}6440798\cdot 10^{-9}\,T^{4}}
- in Bogensekunden:

{\displaystyle p\lbrack ^{\prime \prime }\rbrack =5038{,}481507\,T-1{,}0790069\,T^{2}-0{,}00114045\,T^{3}+0{,}000132851\,T^{4}}